# Горнове
Горнове́ (рос. Горновое) — село у складі Троїцького району Алтайського краю, Росія. Входить до складу Хайрюзовської сільської ради.

## Населення
Населення — 581 особа (2010; 730 у 2002).
Національний склад (станом на 2002 рік):
- росіяни — 96 %